# Pieni Kettusaari
Pieni Kettusaari är en ö i Finland. Den ligger i sjön Suontee och i kommunen Joutsa i den ekonomiska regionen  Joutsa ekonomiska region  och landskapet Mellersta Finland, i den södra delen av landet, 180 km nordost om huvudstaden Helsingfors. Öns area är 5,4 hektar och dess största längd är 360 meter i nord-sydlig riktning.